# Vlakte der Sioux
Vlakte der Sioux is het negende album uit de stripreeks Blueberry van Jean-Michel Charlier (scenario) en Jean Giraud (tekeningen). Het album verscheen voor het eerst in 1973 bij zowel uitgeverij Lombard als uitgeverij Semic Press. Het vormt een geheel met de albums Het ijzeren paard, De man met de ijzeren vuist en Generaal Geelkop en  gaat over de aanleg van de eerste oost-west spoorverbinding in de V.S. en de daarbij gepaard gaande problemen met de Indiaanse bewoners. Dit album is na de 1e verschijning zeven keer herdrukt, voor het laatst in 1994. Ook verscheen er een hardcover editie (1978). De vlakte der Sioux werd in 2017 samen met de delen Het ijzeren paard en De man met de ijzeren vuist integraal uitgegeven door Dargaud.

## Inhoud
Blueberry wordt er van beschuldigd dat hij het geld heeft verduisterd waarmee het loon van de spoorarbeiders moet worden betaald. De indianen maken jacht op hem, omdat Steelvingers de indianen heeft voorgehouden dat zij met dit geld wapens kunnen kopen. Een oorlog met de blanken lijkt onontkoombaar.

## Hoofdpersonen
- Blueberry, cavalerie luitenant
- Jim MacClure, oudere metgezel van Blueberry
- Red Neck, metgezel van Blueberry
- Generaal Dodge,
- Jethro Steelfingers, bandiet